# Самовозгорание
Самовозгорание — самопроизвольное возникновение горения вследствие постепенного накопления тепла при протекании экзотермических реакций в каких-либо твёрдых горючих материалах. Накопление тепла вследствие протекания экзотермических реакций происходит при определённых условиях (высокая удельная поверхность дисперсных материалов, слабый теплоотвод) и, вследствие повышения температуры материала (самонагревания), ведёт к самоускорению таких реакций.
Может происходить в углях, торфе, других полезных ископаемых, а также в элеваторах, нефтехранилищах и других емкостях при некоторых критических условиях, позволяющих возникнуть самовоспламенению.
Самовоспламенение — резкое самоускорение экзотермических химических реакций, начальная стадия горения. Происходит при определенных (критических) условиях (температура, размеры реакционного сосуда и другие) из-за того, что тепловыделение в ходе реакции больше теплоотвода в окружающую среду.